# セルメルソーク
セルメルソーク（グリーンランド語: Kommuneqarfik Sermersooq、「氷がたくさんある場所」の意味）は2009年1月1日に発足したグリーンランドの基礎的自治体。グリーンランドの首都ヌーク（ゴットホープ）の所在地であり、人口は2024年1月現在、24,382人と5つの基礎的自治体の中で最多である。旧来の東グリーンランドと南西グリーンランドから構成されており、それぞれ形成時にあった大規模な居留地の名称に由来する名前が付けられている。

## 地理
セルメルソークはグリーンランド中南部および東部に位置しており、面積は575,300 km2 (222,124.6 sq mi)である。2018年にカースートスップ自治体が分割されたことで、グリーンランドおよび世界で最も広い基礎的自治体であるとされる。南部はクヤレックに隣接しており、境界はAlanngorsuaq Fjordに沿っている。西側の海岸線周辺の河川はラブラドル海に注いでおり、デービス海峡を挟んで北側にはカナダ領バフィン島と接している。
北部はケカッタと隣接しており、そのさらに北側にはケケタリクとアヴァンナータ（旧カースートスップ）がある。これら自治体との境界はグリーンランド氷床（グリーンランド語: Sermersuaq）上の南北を横断する西経45度線に沿っており、陸上交通網は存在しない。セルメルソークの北側には北東グリーンランド国立公園がある。

## 町と集落
- タシーラク（別名：アンマサリク〈Ammassalik〉）
- クングミュット (Kuummiit)
- クルスク (Kulusuk)（別名：Kap Dan）
- ティニテキラク (Tiniteqilaaq)
- セルミリガーク (Sermiligaaq)
- イセルトック (Isortoq)
- イトコルトルミット（別名：Scoresbysund）
- カンギリングイト (Kangilinnguit)（別名：グレネダール〈Grønnedal〉）
- ヌーク（別名：ゴットホープ〈Godthåb〉）
- カピシリット (Kapisillit)
- ケケルタルスアトシアート (Qeqertarsuatsiaat)（別名：フィスケネセット〈Fiskenæsset〉）
- パーミュート（別名：フレゼリクスホープ〈Frederikshåb〉）
- アルサック (Arsuk)

## 交通
セルメルソークはグリーンランド島の東西に跨る2つの基礎的自治体のひとつであるが、両海岸の入植地を結ぶ定期便が設定されているのはセルメルソークのみである。ヌーク空港からクルスク空港、ナルサルスアーク空港行きの定期便があり、エア・グリーンランドによる季節定期便が就航している。ヌークと西海岸のパーミュート空港を結ぶ地方路線もある。

## 言語
グリーンランド語西部方言ともされるカラーリット語が西海岸の町や居住地で話される。大きな町ではデンマーク語も使用される。東部方言のTunumiit oraasiatも東海岸で話されている。

## 脚註
1. ↑  Sermersooq Municipality: Administration Archived 2011年7月21日, at the Wayback Machine.
2. 1 2 3  “Greenland”.   Citypopulation (2024年2月25日). 2024年8月17日閲覧。
3. 1 2 3 4  “Welcome to Kommuneqarfik Sermersooq”.   Sermersooq Municipality, Official Website. 2011年2月18日時点のオリジナルよりアーカイブ。2010年7月16日閲覧。
4. ↑  Sermersooq Municipality （デンマーク語）
5. ↑  “Booking system”.   Air Greenland. 2010年4月22日時点のオリジナルよりアーカイブ。2010年6月12日閲覧。